# 短吻鱘
短吻鱘（学名：Acipenser brevirostrum）是北美洲細小的鱘，分佈在加拿大新不倫瑞克至美國科羅拉多州的16-19條大型河流之中。牠們的群落分散，在海洋或其河流棲息地以外都找不到牠們。牠們能夠棲息的鹽度是介乎3-3.1%，較海水稍低。牠們在美國是瀕危物種，在加拿大則為易危。
由於外觀相似，短吻鱘有時會被誤以為是尖吻鱘的幼體。於1973年，美國方面都未能將牠們分辨清楚。

## 繁殖
短吻鱘在淡水潮頭或碎石河底的流水中產卵。牠們產卵的時間會按地區而有所不同，相信是受到水溫的影響，一般會在9-12℃才會產卵。最早的是在南卡羅來納州或喬治亞州的群落於1月產卵，最遲的則是在緬因州及新不倫瑞克的於5月產卵。其他影響產卵的包括日照時間及水流速度，分別須為13.9-14.9小時及每秒30-120厘米。卵須13天來孵化，幼鱘出生時長7-11毫米，只有僅有的視覺及游泳能力，且有強烈的傾向躲藏。經過9-12日，牠們成長至可以游泳的幼鱘階段，長約15毫米。到了20毫米長時，牠們就像是一條縮小的成鱘，並且開始覓食。牠們接著會向下游至河流的深水道，而第一年仍會留在淡水中。幼鱘生長至18吋長時，就會游到淡水及海水的交匯處，隨波而游。成鱘會在淡水或海水出沒。牠們生長至45-55厘米長時就達至性成熟，喬治亞州的雄鱘約為2-3歲就達至性成熟，而新不倫瑞克的約為10-14歲，雌鱘則為6-17歲。在性成熟後就會產第一次卵。成鱘會繼續生長至3-4尺長。雄鱘每年或每兩年就會繁殖一次，壽命少於30歲。雌鱘每三至五年才會繁殖，共生4萬至20萬顆卵，壽命達67歲。雌鱘為了產卵會連續幾年減少覓食及生長。一般相信（但未被證實）南方的短吻鱘的壽命是最短，而北方的則是最長。

## 棲息地

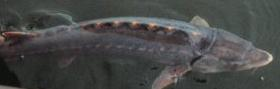
短吻鱘的背部。

在麻薩諸塞州康乃狄克河、南卡羅來納州桑蒂河及新不倫瑞克聖約翰河的短吻鱘可以在建造水壩後仍然生存。這顯示牠們的生命週期中可以缺乏海水而生存。飼養的短吻鱘最適合生活在0%鹽度的淡水。北方群落一般會花較多時間在海水中，但卻是溯河性的。

## 食性
短吻鱘是水底覓食的，主要吃昆蟲及細子的甲殼類。在幼鱘胃內曾發現有超過90%並非食物，故相信牠們是隨意在水底吸食。淡水的成鱘主要吃軟體動物、多毛綱、細小的魚類 、甲殼類及昆蟲。

## 分佈
最大的群落是在哈德遜河，估計最少有38000條。第二大的群落是在聖約翰河，估計有18000條成鱘及約10萬條。

## 掠食者
非人類掠食短吻鱘只有很少紀錄。在黃鱸的胃中曾發現一條幼鱘，相信鯊魚及海豹有時會吃短吻鱘。牠們的寄生蟲相信並沒有害。現時並沒有紀錄指野外的短吻鱘患病。

## 遺傳
短吻鱘有16組染色體，並不像大部份的脊椎動物。牠們可能是最後演化的鱘之一。